# Каллен (Типперэри)
Каллен (англ. Cullen; ирл. Cuilleann) — деревня в Ирландии, находится в графстве Южный Типперэри (провинция Манстер).